# Помста кібера
«Помста кібера» (англ. Cyber Vengeance) — американський фантастичний бойовик 1997 року.

## Сюжет
Бізнесмен Кроулі створив в'язницю, в якій ув'язнених тримають під замком за допомогою програми віртуальної реальності. Кроулі насильно заганяє ув'язнених у нові рівні програми, де вони, борючись за життя, стикаються з Тором — основним бійцем програми. Умови прості: переможеш Тора — будеш жити.

## У ролях
- Роберт Даві — Р. Д. Кроулі
- Маттіас Хьюз — Тор
- Дж. Грегорі Сміт — Вілл Сінглтон
- Джош Мозбі — Стюарт «Стю» Льюїс
- Террі Серпіко — Монтгомері Валентайн
- Сьюзен Роллман — Нікі
- Сьюзен Міснер — Торі
- Джон Крістіан Інгвордсен — Хайнц Дітріх
- Джон Вейнер — Даніель Травен